# São Pedro de Avioso
São Pedro de Avioso foi uma freguesia portuguesa do concelho da Maia, com 4,85 km² de área e 3 826 habitantes (2011). Densidade: 788,9 hab/km². Em conjunto com as vizinhas localidades de Barca, Gemunde, Gondim, e Santa Maria de Avioso, constitui a vila do Castêlo da Maia.

## População
| População da freguesia de Avioso (São Pedro) | População da freguesia de Avioso (São Pedro) | População da freguesia de Avioso (São Pedro) | População da freguesia de Avioso (São Pedro) | População da freguesia de Avioso (São Pedro) | População da freguesia de Avioso (São Pedro) | População da freguesia de Avioso (São Pedro) | População da freguesia de Avioso (São Pedro) | População da freguesia de Avioso (São Pedro) | População da freguesia de Avioso (São Pedro) | População da freguesia de Avioso (São Pedro) | População da freguesia de Avioso (São Pedro) | População da freguesia de Avioso (São Pedro) | População da freguesia de Avioso (São Pedro) | População da freguesia de Avioso (São Pedro) |
| -------------------------------------------- | -------------------------------------------- | -------------------------------------------- | -------------------------------------------- | -------------------------------------------- | -------------------------------------------- | -------------------------------------------- | -------------------------------------------- | -------------------------------------------- | -------------------------------------------- | -------------------------------------------- | -------------------------------------------- | -------------------------------------------- | -------------------------------------------- | -------------------------------------------- |
| 1864                                         | 1878                                         | 1890                                         | 1900                                         | 1911                                         | 1920                                         | 1930                                         | 1940                                         | 1950                                         | 1960                                         | 1970                                         | 1981                                         | 1991                                         | 2001                                         | 2011                                         |
| 530                                          | 595                                          | 716                                          | 748                                          | 896                                          | 886                                          | 950                                          | 1 223                                        | 1 464                                        | 1 743                                        | 1 887                                        | 2 242                                        | 2 532                                        | 2 629                                        | 3 826                                        |

| Distribuição da População por Grupos Etários | Distribuição da População por Grupos Etários | Distribuição da População por Grupos Etários | Distribuição da População por Grupos Etários | Distribuição da População por Grupos Etários | Distribuição da População por Grupos Etários | Distribuição da População por Grupos Etários | Distribuição da População por Grupos Etários | Distribuição da População por Grupos Etários | Distribuição da População por Grupos Etários |
| -------------------------------------------- | -------------------------------------------- | -------------------------------------------- | -------------------------------------------- | -------------------------------------------- | -------------------------------------------- | -------------------------------------------- | -------------------------------------------- | -------------------------------------------- | -------------------------------------------- |
| Ano                                          | 0-14 Anos                                    | 15-24 Anos                                   | 25-64 Anos                                   | > 65 Anos                                    |                                              | 0-14 Anos                                    | 15-24 Anos                                   | 25-64 Anos                                   | > 65 Anos                                    |
| 2001                                         | 418                                          | 398                                          | 1 486                                        | 327                                          |                                              | 15,9%                                        | 15,1%                                        | 56,5%                                        | 12,4%                                        |
| 2011                                         | 672                                          | 330                                          | 2 377                                        | 447                                          |                                              | 17,6%                                        | 8,6%                                         | 62,1%                                        | 11,7%                                        |

## História
Foi sede de uma freguesia extinta em 2013, no âmbito de uma reforma administrativa nacional, para, em conjunto com Gemunde, Santa Maria de Avioso, Barca, e Gondim, formar uma nova freguesia denominada  Castêlo da Maia.

## Património
- Igreja Matriz de São Pedro de Avioso construída no ano 1909 (Propiedade da Paróquia de São Pedro de Avioso).

- Parque de Avioso
- Centro Social Cultural e Recreativo de São Pedro de Avioso

## Festividades
- Festas em honra de Mártir São Sebastião (Fim de semana seguinte a 20 de janeiro)
- Festas do Padroeiro São Pedro - dia 29 de Junho (ou no fim de semana a seguir).

Festividades organizadas pela Comissão de Festas em honra ao Mártir São Sebastião

## Localização
São Pedro de Avioso é a antiga freguesia mais setentrional do Concelho da Maia, confina com as suas congéneres Gemunde, a Ocidente e a Sul; Santa Maria de Avioso, a Nascente; e com os Concelhos de Vila do Conde e Trofa, a Norte.